# Lovers in Japan
«Lovers in Japan» —en español: «Amantes en Japón»— es una canción de la banda inglesa Coldplay. Fue escrita por todos los miembros de la banda para su cuarto álbum de estudio, Viva la Vida or Death and All His Friends. Está construida sobre una melodía introductoria de piano, seguida por guitarras repiqueteantes y un agudo estribillo, sostenido por el piano y el ritmo que acompaña la letra. «Lovers in Japan» incluye el tema «Reign of Love» en el álbum.
Se lanzó el 3 de noviembre de 2008 como el único sencillo promocional del álbum y alcanzó el décimo puesto en la lista de Billboard Bubbling Under Hot 100 Singles. La canción también figuró en el número 19 de la lista Hot Adult Top 40 Tracks. "Lovers in Japan" recibió comentarios positivos de varios críticos, que destacaron su sonido general. Aunque se lo ve como el cuarto sencillo de Viva la Vida, la versión existente en el sencillo es la versión "Osaka Sun Mix", que también figura en el EP Prospekt's March, lo que lo hace ser también el primero del mencionado EP.

## Composición y descripción
Cuando preguntaron al baterista de la banda, Will Champion cómo fue el desarrollo de la canción durante una entrevista, contestó:

"Estábamos en un estudio de Nueva York, un lugar llamado The Magic Shop y tenía [...] un piano preparado que sonaba como [...] un clavecín. Y quisimos usar este tipo de sonido, pero nosotros no lo teníamos, así que en vez de utilizar samples, fuimos y nos compramos un viejo piano en la calle del estudio, compramos muchas tachuelas y yo, Guy [Berryman] y Jon [Buckland] pasamos un par de horas poniéndolas en los martillos del piano".

En una entrevista con la revista Q, Guy Berryman explicó por qué "Lovers in Japan" contiene una pista adicional, diciendo que la banda no podía decidirse, porque habían acordado que no querían una pista extra y preferían que el álbum fuera conciso, con un total de diez temas. Champion agregó: "Preferíamos tener más títulos y más contenido. El álbum tiene mucho, pero es el más corto. Quisimos hacer que te fuera casi imposible no escucharlo todo de una vez". Además, el vocalista Chris Martin reveló que la banda siempre quiso componer una pista donde había dos canciones en una. Añadió que la razón por la cual pusieron dos títulos en la lista de canciones de Viva la Vida or Death and All His Friends se basó en el artista estadounidense Justin Timberlake, quien tituló su álbum de 2006 como FutureSex/LoveSounds.
La canción comienza con una introducción interpretada por un piano preparado desafinado, seguida por una línea de guitarra eléctrica de tempo acelerado y un estribillo agudo. Hacia el final, el sonido de aproxima al de U2. Martin canta sobre atletas que deben correr hasta ganar la carrera y sobre soldados que deben continuar a pesar de todo en la segunda y tercera estrofa. También se hace mención a la brevedad del tiempo.

## Lanzamiento y recepción

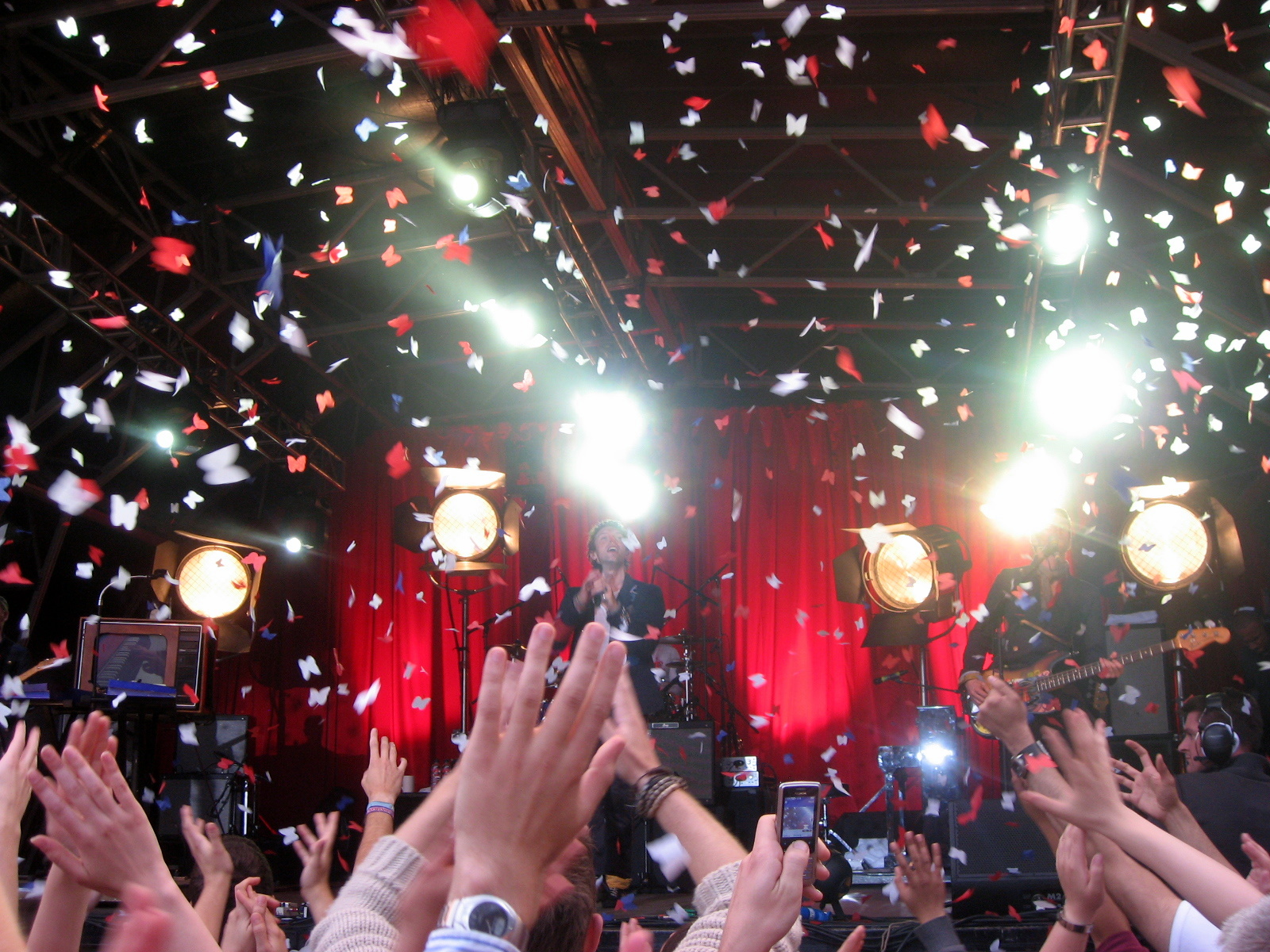
Coldplay interpretando "Lovers in Japan" durante su gira Viva la Vida Tour.

Coldplay lanzó "Lovers in Japan" en los Estados Unidos el 3 de noviembre de 2008 como el cuarto sencillo de su cuarto álbum de estudio. La canción también está presente en el EP de 2008 Prospekt's March y se titula "Lovers in Japan (Osaka Sun Mix)". Chris Martin afirmó: "La hemos estado tocando en directo mejor que en la grabación. Es así que la versión en directo originó la versión 'Osaka Sun', que es un poco más vivaz".
"Lovers in Japan" alcanzó una posición máxima en el puesto 32 en la lista de Billboard Hot Adult Top 40 Tracks el 29 de noviembre de 2008. También alcanzó el número diez en la lista Bubbling Under Hot 100 Singles. También apareció en la lista Pop 100, llegando al puesto 65. Aunque la canción no logró ingresar a la UK Singles Chart, al lanzarse como una canción sólo disponible en radios en los Estados Unidos, llegó al puesto 41 en la lista Japan Hot 100 Singles.
La canción recibió en general críticas positivas. Alexis Petridis, en su reseña del álbum para The Guardian expresó: "Las melodías de Chris Martin [...] brillan: hasta su máximo detractor difícilmente podría negar su forma [de llevar las] melodías como se prueba aquí con '42' y 'Lovers in Japan'". Evan Sawdey, de PopMatters comentó que la canción es "impresionante, asombrosa, sobresaliente". Añadió que "Martin aporrea su melodía de piano de juguete [...] conduciendo a un estribillo donde el guitarrista Jonny Buckland desata el ostinato de guitarra más atrapante que haya escrito [...] (y sí, se baña completamente en ese momento)". Joey Guerra, de Houston Chronicle opinó que "Lovers in Japan" es un "himno alegre y romántico que combina anhelantes ostinatos de rock y un vistoso piano". También comentó que se trataba de "uno de los mejores momentos del disco". Jed Gottlieb, de Boston Herald dijo que el sonido del piano recuerda a la canción de The Beatles de 1968 "Lady Madonna", "antes de tomar una ruta neoclásica, mezcla de Chopin y britpop". Jeff Crawford, de City Message afirmó: "[...] 'Lovers in Japan' y 'Strawberry Swing' se ubican entre los mejores trabajos de la banda". Josh Hathaway, de The Plain Dealer comentó que "Lovers in Japan/Reign of Love" trabaja "en la dirección opuesta, con 'Lovers' jugando el rol de una actualizada [versión] de Simple Minds, casi un himno que nunca termina de levantar vuelo, antes de rendirse ante la suave 'Reign of Love'".

## Video musical
El video musical del sencillo, dirigido por Mat Whitecross y filmado en Londres, se lanzó el 31 de octubre de 2008 en iTunes, donde se ofreció en forma gratuita durante una semana en el sitio de Estados Unidos y Canadá. En él, se emplea la versión "Osaka Sun Mix".
La primera mitad muestra a la banda tocando en un patio mientras cada integrante escribe ciertas palabras de la letra en brillantes luces de neón. Durante el estribillo, la cámara da vueltas en círculos, acompañando el verso "They are turning my head out" ("Están vaciando mi cabeza"). Finaliza con papelitos con forma de mariposa lloviendo sobre la banda, cosa que hacen durante el estribillo en los conciertos en directo. Además, al final se ven las palabras "The end" ("El final") en la pantalla ubicada tras la banda, mientras ellos hacen una reverencia.

## Lista de canciones y versiones existentes
| CD Promocional de Europa y Estados Unidos |                                   |          |  |
| N.º                                       | Título                            | Duración |  |
| 1.                                        | «Lovers In Japan» (Osaka Sun Mix) | 3:57     |  |

| CD Promocional de Japón |                   |          |  |
| N.º                     | Título            | Duración |  |
| 1.                      | «Lovers In Japan» | 3:57     |  |

Otras versiones
- "Lovers in Japan" – 3:57 (versión del álbum)
  - "Lovers in Japan/Reign of Love" – 6:51 (incluida en el álbum)
- "Lovers in Japan" (versión acústica) – 3:44 (sólo disponible por encargo en descarga digital)
- "Lovers in Japan (Osaka Sun Mix)" – 3:58 (Figura en Prospekt's March)

## Posiciones en las listas
| Lista                          | Posición más alta |
| ------------------------------ | ----------------- |
| Bélgica (Valonia)              | 40                |
| Canadian Hot 100               | 77                |
| Dutch Top 40                   | 12                |
| Italia (FIMI)                  | 5                 |
| Japan Hot 100 Singles          | 41                |
| Mexico Ingles Airplay          | 2                 |
| Polonia (Polish Music Charts)  | 3                 |
| Bubbling Under Hot 100 Singles | 10                |
| Hot Adult Top 40 Tracks        | 19                |
| Pop 100                        | 65                |
| Venezuela                      | 16                |